# Shanice van de Sanden
Shanice Janice van de Sanden (født 2. oktober 1992) er en nederlandsk fodboldspiller, der spiller som angriber for Frauen-Bundesliga klubben VfL Wolfsburg og Hollands kvindefodboldlandshold. Hun har tidligere spillet for den franske storklub Olympique Lyonnais, engelske Liverpool og de nederlandske klubber Twente, Heerenveen og Utrecht.

## Hæder
FC Utrecht
- KNVB Women's Cup: Vinder 2009–10

FC Twente
- BeNe League: Vinder 2012-13, 2013-14
- Eredivisie: Vinder 2015-16
- KNVB Women's Cup: Vinder 2014–15

Lyon
- Division 1 Féminine (3): 2017–18, 2018–19, 2019–20
- Coupe de France Féminine (2): 2018–19, 2019–20
- UEFA Women's Champions League (3): 2017–18, 2018–19, 2019–20

### Internationalt
Holland
- EM i fodbold for kvinder (1): 2017
- Algarve Cup: 2018[3]